# Gracilichroma
Gracilichroma is een kevergeslacht uit de familie van de boktorren (Cerambycidae). De wetenschappelijke naam van het geslacht werd voor het eerst geldig gepubliceerd in 2008 door Vives, Bentanachs & Chew.

## Soorten
Gracilichroma is monotypisch en omvat slechts de volgende soort:
- Gracilichroma bryanti (Podaný, 1974)